# Priscu Valley
Das Priscu Valley ist ein unvereistes Hochtal im ostantarktischen Viktorialand und gehört zu den Antarktischen Trockentälern. In der Olympus Range liegt es auf der Ostseite des Prentice-Plateaus. Nach Norden öffnet es sich zum Kopfende des McKelvey Valley.
Das Advisory Committee on Antarctic Names benannte das Tal 2004 nach dem US-amerikanischen Geowissenschaftler John Priscu (* 1952) von der Montana State University, der von 1984 bis 2002 im Rahmen des United States Antarctic Program an den Untersuchungen in den Antarktischen Trockentälern beteiligt war.